# Нимрод (острова)

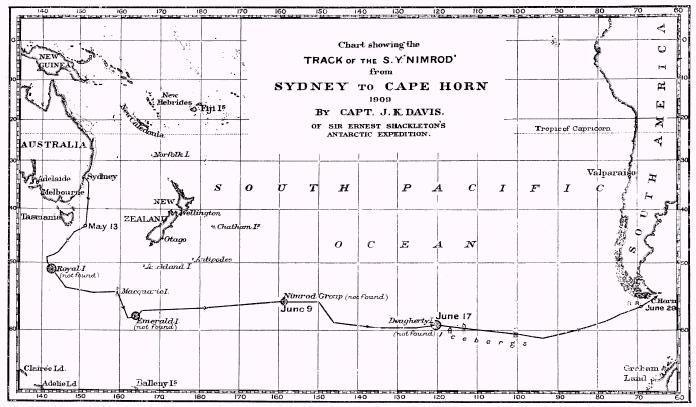
Поиски островов Нимрод и других островов-призраков в 1909 г.

Острова Нимрод (англ. Nimrod Islands) — острова-призраки в южной части Тихого океана (или в Тихоокеанском секторе Южного океана). Открыты в 1828 году. Попытки обнаружить острова в дальнейшем не увенчались успехом.

## История открытия
- Об этой группе островов впервые сообщил в 1828 году капитан Эйлбек (Eilbeck) на корабле «Нимрод» (Nimrod), обнаруживший их во время плавания из Порт-Джэксона вокруг мыса Горн. Согласно его сообщению, они располагались восточнее острова Эмеральд и западнее острова Дауэрти, приблизительно под 56° ю. ш. 158° з. д.HGЯO[1].
- В 1831 году английский исследователь Джон Биско (1794—1843) на бриге «Туле» (Tula) безуспешно искал острова Нимрод в ходе своей кругосветной экспедиции в Антарктику 1830—1833 годах.
- В июне 1909 года Джон Кинг Дейвис (John King Davis) на одноимённом первому «Нимроде» (Nimrod) исследовал предполагаемое местоположение островов в ходе знаменитой экспедиции Эрнеста Шеклтона в Антарктику[2], но ничего не нашёл.
- В декабре 1915 года капитан Дж. П. Олт (J.P. Ault) на исследовательском корабле «Карнеги» (Carnegie) пытался приблизиться к предполагаемому местонахождению островов, но был удержан неблагоприятной погодой.
- В 1930 году норвежский корабль «Норвегия» (Norvegia), снаряжённый судовладельцем Ларсом Кристенсеном (Lars Christensen; 1884—1965) вновь разыскивал острова Нимрод, но, так же, как и Дэвис, обнаружил на указанном Эйлбеком месте только открытое море. По всей видимости, островами Нимрод было скопление нескольких огромных айсбергов — во всяком случае, никто не утверждал, что высаживался на острова.

## Острова на карте
Острова Нимрод попали на многие географические карты (см., например: Немецкая карта 1906 г., показывающая острова Нимрод).